# Derry Irvine
Derry Irvine, właśc. Alexander Andrew Mackay Irvine, Baron Irvine of Lairg (ur. 23 czerwca 1940 w Inverness) – brytyjski prawnik i polityk, lord kanclerz w rządach Tony’ego Blaira.
Studiował szkockie prawo na uniwersytecie w Glasgow i prawo angielskie na Christ’s College w Cambridge. Później krótko wykładał prawo w London School of Economics. W 1967 r. rozpoczął praktykę adwokacką. W 1970 r. poślubił Alice Dewar, byłą żonę Donalda Dewara. Zarówno Irvine jak i Dewar zostali później członkami tego samego gabinetu. W tym samym roku w którym wziął ślub Irvine wystartował w wyborach do Izby Gmin w okręgu Hendon North jako reprezentant Partii Pracy, ale bez powodzenia. W 1978 r. został Radcą Królowej. W latach 80. został zastępcą sędziego Sądu Najwyższego oraz doradcą prawnym Partii Pracy. Praktyki adwokackie u Irvine’a odbywał m.in. późniejszy premier Tony Blair.
W 1987 r. otrzymał dożywotni tytuł parowski barona Irvine of Lairg. W 1992 r. został lordem kanclerzem w gabinecie cieni Johna Smitha. Tony Blair, który został liderem Partii Pracy w 1994 r., zostawił Irvine’a na stanowisku. Po wyborczym zwycięstwie laburzystów w 1997 r. Irvine objął stanowisko lorda kanclerza. Od 2001 r., oprócz zwyczajowych uprawnień swojego urzędu, Irvine otrzymał kompetencje w zakresie praw człowieka i wolności informacji.
Odszedł na emeryturę w czerwcu 2003 r. Nowym lordem kanclerzem został lord Falconer of Thoroton. Wtedy pojawiły się pogłoski o zniesieniu urzędu. Wiadomo było, że Irvine sprzeciwia się temu pomysłowi, stąd pojawiły się spekulacje, że odejście lorda nie było dobrowolne. Urząd lorda kanclerza został jednak ostatecznie utrzymany, aczkolwiek z ograniczonym zakresem kompetencji.
W 2005 został patronem organizacji charytatywnej Prisoners Abroad.